# Партизанський рух у Росії та Білорусі
Партизанський рух у Росії та Білорусі — партизанський рух, який з'явився у Росії та Білорусі після повномасштабного вторгнення Росії в Україну у 2022 році. Заявляється, що рух діє проти режимів В. В. Путіна в Росії та О. Г. Лукашенка в Білорусі, а також проти їх збройних сил і проти цивільних прихильників цієї влади з метою перешкодити війні в Україні.

## Напади на будівлі органів влади та посібників влади
До 7 березня 2022 року зафіксовано випадки підпалів відділень поліції у Смоленську та Красноярську.
Підпали військкоматів, які почалися після повномасштабного вторгнення не були єдиною скоординованою кампанією: за ними стояли різні люди: від лівих анархістів  до ультраправих груп. Іноді це були одинаки, які не асоціюють себе з жодними рухами. Після оголошення мобілізації стало відомо про нові підпали.
21 листопада 2022 року у центрі Грозного 19-річний повстанець-джихадист вбив інспектора ДПС але незабаром сам був застрелений неподалік місця події. За офіційною версією, силовика вбили нібито під час намазу, а нападника застрелили при спробі втечі. Після цього у Чечні почалися масові затримання, а родичів бойовика викрали силовики.
24 лютого 2023 року колишній офіцер-підводник, петербуржець Тигран Хачикян, у районі Гостинного двору включив пісню «Вставай, страна огромная!», після чого кілька разів вистрілив у прапорщика Росгвардії. За даними слідства, Хачікян поділяє погляди ультралівої забороненої організації «Артпідготовка».
Партизанський рух «Чорний міст» узяв на себе відповідальність за пожежу в будівлі прикордонного управління ФСБ в місті Ростов-на-Дону, що трапилася 16 березня 2023 року. У самій ФСБ заявили, що вибух стався в гаражі прикордонної служби через загоряння паливно-мастильних матеріалів.
3 квітня 2023 року в Інгушетії було введено режим КТО через напади групи ісламістських повстанців із 6 осіб на співробітників поліції. Внаслідок зіткнень загинули 5 людей: троє російських силовиків і двоє джихадистів, 11 російських солдатів було поранено і двоє повстанців було взято в полон.
2 березня 2024 року у місті Карабулак російські силовики намагалися затримати групу з шести партизанів-джихадистів у квартирі багатоповерхівки. У відповідь вони відкрили вогонь. Партизани протягом 16 годин чинили збройний опір бійцям спецпідрозділу російської ФСБ. Лише опівдні 3 березня, стрілянина затихла. Російська влада повідомила про ліквідацію всіх шести повстанців. Жоден із них не склав зброю і не здався. Про втрати серед силовиків не повідомляється.
22 квітня 2024 р. повстанці-ісламісти напали на поліцейський патруль у місті Карачаєвськ, вбивши двох поліцейських і поранивши третього, а також затрофеївши у них табельну зброю (пістолет та гвинтівку) та трохи боєприпасів.
28 квітня 2024 р. ймовірно, партизани-ісламісти напали на пост російської поліції в селі Мара-Аяги Карачаєво-Черкеської Республіки, внаслідок чого було вбито 2 співробітників поліції та поранено як мінімум 4. Усіх нападників нібито було вбито під час нападу.
23 червня 2024 року група повстанців-ісламістів здійснила серію скоординованих нападів на церкву та синагогу в Дагестані, внаслідок атаки були вбиті 17 співробітників поліції та кілька мирних жителів, самі ж повстанці загинули. Також сталася стрілянина на російсько-грузинському кордоні в районі окупованої Росією Абхазії біля річки Псоу з жертвами та пораненими.
3 вересня 2024 року чоловік із викруткою напав на інспекторів ДПС на в'їзді до Магаса, столиці Інгушетії. Одного інспектора було поранено, нападника було застрелено.
24 жовтня 2024 року у станиці Петропавлівській в Чечні невідомі обстріляли військову вантажівку, вбитий як мінімум один росгвардієць.
7 квітня 2025 року у місті Грозному внаслідок нападу 16-річного юнака на пост ППС загинуло двоє співробітників силових структур. Влада Чечні заявила, що в цьому були причетні громадяни України та Туреччини.
10 серпня 2025 року в Архангельскій області поліцейський загинув під час затримання палія релейної шафи в Архангельській області.

## Диверсії проти російської військової техніки
26 лютого 2023 року на білоруському військовому аеропорту «Мачулищі», який знаходиться за 12 кілометрів від Мінська, сталися два вибухи, внаслідок чого було пошкоджено російський військовий літак ДРЛО А-50. 7 березня президент Білорусії Олександр Лукашенко заявив про затримання «терориста та його посібників», причетних до цієї диверсії. За його словами, цю людину, яка має український і російський паспорт, завербувала Служба безпеки України.

## Диверсії
24 вересня 2022 року члени комітету Башкирського опору підірвали офіс «Єдиної Росії» в Салаваті, 3 жовтня вони ж підірвали офіс Комуністичної партії Росії в м. Салават.
20 березня 2024 року в Кірові дівчина нібито підпалила адміністративну будівлю в Кірові. За це їй нібито обіцяли 4 мільйона рублів, які так і не виплатили.
21 березня в Воронежі чоловік намагався підпалити будівлю СУ СК РФ. але був затриманий силовиками.
25 березня у Новосибірську невідомі намагалися підпалити два магазини для військовослужбовців. Постраждалих немає. Про це повідомив начальник ГУ МНС у регіоні Віктор Орлов.
26 березня у Приморському краї евакуювали людей із відділення Сбербанку через вибухонебезпечний пристрій.
3 квітня в східній частині Санкт-Петербурга стався вибух. Невідомі підірвали 2 трансформатора 1 з яких не належить відновленню. без електроенергії лишились 12 тисяч осіб.

## Рейкова війна
Рейкова війна активно розгорнулася в Білорусі та Росії ще в лютому 2022 року. У трьох білоруських областях було знищено сигнальне обладнання, а залізничні колії було заблоковано. Внаслідок цих операцій було порушено роботу кількох відділень білоруської залізниці.
Про диверсії на залізницях, які могли б утруднити рух потягів із озброєнням, заговорили майже з самого початку російського вторгнення в Україну. З'явилося чимало каналів, які публікували інструкції для партизанів і брали на себе відповідальність за акти саботажу, але про затримання диверсантів силовики почали звітувати лише до осені 2022 року.
У Росії про свою диверсійну діяльність на залізничній інфраструктурі заявили рухи «Бойова організація анархо-комуністів» (БОАК) та «Зупини вагони». За даними The Insider, з березня по червень 2022 року в Росії зійшли з рейок 63 товарні поїзди, що майже в півтора рази більше, ніж за той же період минулого року. При цьому географія катастроф вагонів перемістилася на захід, а частина поїздів потрапила в аварії поряд з військовими частинами. За версією РЗ та перевіряючих органів, половина аварій пов'язана з поганим станом залізничних колій.
Представники «БОАК» взяли відповідальність не лише за розбір рейок та залізничної диверсії в підмосковному Сергієвому Посаді та під Кіржачем Владимирської області, але й за підпали вишок стільникового зв'язку (наприклад, у селі Біломісне у Бєлгородській області) і навіть за підпали машин людей, які підтримують дії російського керівництва. За визнанням самих анархістів, їхня діяльність багато в чому була натхненна дією білоруських партизанів, які ефективно протистояли російському вторгненню через територію Білорусі на початку Великої війни.
25 лютого 2024 року помилований ув'язнений зі «Шторму Z» підпалив у Брянській області релейну шафу, за це йому нібито обіцяли 40 тисяч рублів.разом з ним був заарештований 16 річний підліток, який також був " на завданні".
4 березня був підірваний міст У Самарській області на перегоні Зірка-Чапаєвськ стався вибух опори залізничного мосту яким прокладено логістичний шлях доставки боєприпасів та озброєння із заводу «Промсинтез» стратегічного підприємства АТ «ПОЛІМЕР». Підприємство входить до інтегрованої структури АТ «НВК «Техмаш» державної корпорації «Ростех». А вже 5 березня в Самарській області на перегоні Хімзаводсько-Жигулівське море було виявлено невідомий пристрій.
7 березня "Атеш" підпалили релейну шафу у московській області.
21 березня зійшли з рейок 10 вагонів із вугіллям та три цистерни з дизельним паливом на перегоні Гиршелун — Хушенга в Забайкальському краї. Читинською транспортною прокуратурою організовано перевірку за фактом сходження вагонів.
2 квітня в підмосков'ї з рейок зійшли 11 вагонів торгового поїзда.
У квітні російський партизанський рух "Альгіз" відзвітував про те, що один з їхніх партизанів спалив релейну шафу у Смоленській області та пообіцяв що подібні акції будуть більш масованими у майбутньому.

## Ліквідація посібників російської та білоруської влади

### Владлен Татарський
2 квітня 2023 року у кафе «Стрит Бар» у Санкт-Петербурзі, де відбувався творчий вечір військового кореспондента Владлена Татарського, стався вибух. Загинув лише Татарський; постраждали ще 25 осіб; 19 із них госпіталізовано. Вважається, що вибухова речовина була захована в статуетку, яку подарували Татарському; є також версія про те, що вибуховий пристрій заклали до заходу.

### Станіслав Ржицький
11 липня 2023 року офіцер ВМС Станіслав Ржицький, був застрелений під час пробіжки в Краснодарі. Будучи командиром підводного човна «Краснодар», що базується в Чорному морі, він був звинувачений у запуску ракет, які атакували Вінницю в липні 2022 року і вбили 23 мирних жителів, хоча його батько стверджував, що залишив дійсну службу ще до повномасштабного вторгнення в 2021 році.

### Ілля Кива
Колишній народний депутат України 9-го скликання від забороненої проросійської політичної партії ОПЗЖ Ілля Кива розстріляний невідомими 6 грудня 2023 року поблизу готелю «Величъ Country Club» у селі Супонєво Одінцовського району Московської області. 11 грудня 2023 року українські ЗМІ з посиланням на СБУ оприлюднило відео та фото з місця ліквідації Киви.

### Ігор Кирилов
17 грудня 2024 року у Москві вбили російського генерал-лейтенанта Ігоря Кириллова. Він загинув внаслідок вибуху тротилу, який заклали у самокат. Відомо, що Кирилов міг бути причетним до використання забороненої хімічної зброї проти ЗСУ.

## Протидія влади
27 квітня влада Білорусі схвалила поправки до Кримінального кодексу, які передбачають можливість застосування смертної кари «за замах на вчинення актів тероризму».
Влада Росії була змушена посилити заходи безпеки на залізницях. ФСБ неодноразово звітувала про затримання «терористів», нібито причетних до диверсій на залізниці.
"Медиазона" вивчила всі доступні повідомлення про подібні справи і з'ясувала, що часто вони будуються за однією схемою: групу молодих людей затримують за підпал релейної шафи, здійснити яку за гроші попросив невідомий у телеграмі. З початку осені 2022 по квітень 2023 силовики повідомили про затримання не менше 66 осіб у справах про диверсії на залізницях більш ніж в 21 регіоні Росії. Майже всі затримані — школярі чи студенти за віком. Третина з них взагалі неповнолітні, решті менше 25 років (старше лише кілька осіб).
6 березня співробітники ФСБ застрелили Миколу Алєксєєва який звинувачувався у підготовці вибуху в Олонцеві. В 17:00 Алєксєєв приїхав в район села Тукса, щоб забрати з тайника вибухівку. Там його убили ФСБ-шники при спробі збройного спротиву
3 квітня в Уфі силовики затримали підлітків які нібито намагалися вчинити диверсію на об'єкти зв'язку.
20 грудня 2024 року у Санкт-Петербурзі затримано двох пенсіонерок за підозрою у спробі підпалу поліцейського автомобіля на вулиці Єсеніна у Виборзькому районі. За даними ТАРС, жінок доставили до відділу для розгляду, вони нібито діяли за вказівкою осіб, які телефоном схилили їх до злочину.

## Список відомих партизанських підрозділів та підпільних організацій
- Бойова організація анархо-комуністів
- Чорний міст (Росія)
- Національна республіканська армія
- Кавказький емірат